# Tromatobia onerosa
Tromatobia onerosa är en stekelart som beskrevs av Forster 1888. Tromatobia onerosa ingår i släktet Tromatobia och familjen brokparasitsteklar. Inga underarter finns listade i Catalogue of Life.